# Adam Josef August von Mulzer
Adam Josef August Freiherr von Mulzer (* 19. März 1772 in Mainz; † 5. Dezember 1831 in Passau) war als hochrangiger Beamter eine bedeutende Persönlichkeit der deutschen Verwaltungs- und Politikgeschichte während der Napoleonischen Ära und der Restaurationszeit. Im Dienste für Karl Theodor von Dalberg übernahm er unter anderem die Ämter als Hof- und Regierungsrat sowie Verwaltungsleiter in Wetzlar und der dortigen Rechtsschule. Nach dem Zusammenbruch des napoleonischen Systems und dem damit verbundenen Ende des Dalbergstaats wechselte er in den Dienst des Königreichs Bayern, wo er zunächst als Vizepräsident des Rezatkreises und darauf als Regierungspräsident des Unterdonaukreises fungierte.

## Leben und Wirken

### Frühe Jahre
Adam Josef August von Mulzer wurde als einziger Sohn des kurmainzischen Geheimrats und Geschäftsmanns Georg Christoph von Mulzer (* 1739; † 23. November 1814) geboren. 1785 begann er ein Studium an der Universität Mainz und absolvierte verschiedene Kurse in der philosophischen Fakultät. Er erlangte im September 1789 den Grad eines Baccalaureus der Philosophie. Im Dezember 1790 beendete trotz weiterführenden philosophischen Kurs sein Studium ohne Promotion. Außerdem studierte er bis 1792 in Göttingen. Seine Beamtenlaufbahn begann er im selben Jahr in Amorbach beim kurmainzer Oberamt. Die Wirren der Französischen Revolution und die Besetzung von Mainz durch französische Truppen führten zu dramatischen Veränderungen in seinem Leben. Mulzers Vater wurde als Geisel nach Frankreich verschleppt, was Mulzer dazu veranlasste, sich vergeblich als Stellvertreter anzubieten. Nach der Rückkehr seines Vaters aus der Geiselhaft siedelte die Familie nach Würzburg über. Mulzer schrieb Flugschriften für die „deutsche Freiheit“. 1799 unterstützte er organisatorisch die Feldzüge von Freiherr von Albini und Feldmarschall Wrede. Während einer diplomatischen Mission am Wiener Hof konnte er zudem finanzielle Unterstützung für den Widerstand gegen die französische Besatzung sicherstellen.

### Reformbeamter unter Dalberg
Im Jahr 1803, während der Auflösung von Kurmainz durch den Reichsdeputationshauptschluss und kurz vor dem Ende des Heiligen Römischen Reichs im Jahr 1806, begann Mulzer seine Tätigkeit als Regierungsrat unter Karl Theodor von Dalberg in Wetzlar, einem Teil des neu formierten Staat des Kurerkanzlers. Dort übernahm er die Leitung der städtischen Verwaltungsbehörde. Während dieser Phase der Neuorganisation diente Mulzer als Leiter der vorläufigen obersten Wetzlarer Behörde des neu geschaffenen kurfürstlichen Kommissariats, wobei sein offizieller Titel als „Konkommissar“ in der Praxis dem eines Generalkommissars gleichkam.
In seinen ersten Berichten aus Wetzlar hob Mulzer die Vorteile eines straff organisierten, bürokratisch-absolutistischen Regimes hervor. Zugleich betonte er die Notwendigkeit einer behutsamen Politik in Bezug auf die reichsstädtische Vergangenheit Wetzlars. Diese Herangehensweise spiegelte die umsichtige und vermittelnde Politik Dalbergs wider, die Mulzer als sein Reformbeamter effektiv umsetzte. Seine Verwaltungsreformen, in denen er großen Wert darauf legte, die historische und kulturelle Bedeutung zu würdigen, verschaffte ihm in verschiedenen gesellschaftlichen Kreisen zunehmend Anerkennung.
Mulzer nutzte geschickt die Unterstützung einflussreicher Ratsfamilien, die im 18. Jahrhundert sowohl wirtschaftlich als auch bildungsbürgerlich aufgestiegen waren, um Dalbergs Reformen durchzusetzen. Bei der Umgestaltung des Wetzlarer Stadtrats, der jahrhundertelang als oberste Behörde fungiert hatte, verfolgte Mulzer einen strategischen Ansatz. Er behielt zunächst die Zusammensetzung des Rates bei, änderte jedoch dessen Funktionsweise und Befugnisse grundlegend. Die traditionellen Bürgermeisterstellen, die ehemals wichtige Ehrenämter im Rahmen der Reichsstadtverfassung waren, schaffte er ab und reduzierte die Anzahl der gewählten Amtsträger von 20 auf 12. Mit diesen Umstrukturierungen zielte er darauf ab, die Missstände des alten Systems zu beseitigen, was unter anderem zu steuerlichen Erleichterungen führte. Diese Reformen dienten dem Ziel, eine neue Ordnung nach den Vorstellungen Dalbergs zu etablieren.
Die Auflösung des Reichskammergerichts im Jahr 1806 führte für Wetzlar zu einem erheblichen Bedeutungsverlust und einem Wirtschaftskollaps. Mulzer reagierte auf diese Krise unter anderem durch die Förderung der 1808 gegründeten Rechtsschule Wetzlar, deren Rektorat er übernahm. Die Einrichtung diente auch der Ausbildung neuer Juristen, also zur Vorbereitung auf die Einführung des Code Napoleon, wie vom Fürstenprimas gewünscht. Trotz vieler Bemühungen konnte Mulzer die wirtschaftliche Krise der Stadt nicht wesentlich mildern.
Mulzers Engagement ging über administrative Reformen hinaus. Er setzte sich für soziale Unterstützungsmaßnahmen ein, erweiterte soziale Einrichtungen und gewährleistete die Versorgung der Bedürftigen mit Lebensmitteln und medizinischer Hilfe. Im März 1809 verfasste er eine Denkschrift über die Einführung des Code Napoleon in Deutschland im Allgemeinen und im Besonderen. Im Mai 1809 erstellte er im Auftrag Dalbergs ein Gutachten über die Implementierung des Codex Napoleon.
In Bezug auf die Judenpolitik spiegelte Mulzers Haltung die des Wetzlarer Stadtbürgertums wider, das auch nach der Mediatisierung bestrebt war, die Anzahl der jüdischen Bürger zu begrenzen und deren niedrigeren rechtlichen Status beizubehalten. Diese Positionen standen in deutlicher Diskrepanz zu den aufklärerischen Ansichten von Karl Theodor von Dalberg, der sich für liberale Reformen und die Judenemanzipation einsetzte. Mulzers Standpunkt in dieser Frage wurde Anfang 1810 besonders deutlich, als er bezüglich eines Gesuchs zur Aufnahme in den Wetzlarer Judenschutz äußerte, dass „die Aufnahme neuer Juden dahier mit großer Vorsicht zu behandeln“ wäre.
1810 war für Mulzers politische Karriere ein bedeutendes Jahr, da er zum Generalsekretär im Staatsrat im Großherzogtums Frankfurt ernannt wurde, nachdem am 19. Februar 1810 Napoleon einen Staatsvertrag unterzeichnete, der die Gründung des Großherzogtums besiegelte. In einem Akt politischer Kompromissbereitschaft verzichtete Dalberg auf das Fürstentum Regensburg, wodurch das Fürstentum Hanau und das ehemalige Hochstift Fulda dem Großherzogtum einverleibt wurden. In seiner neuen Rolle war Mulzer maßgeblich an den administrativen und politischen Prozessen des Staates beteiligt. Sein Engagement erstreckte sich auch auf die Ständeversammlung des Großherzogtums, die im alten Stadtschloss von Hanau tagte. Mulzers zentrale politische Bedeutung im Großherzogtum wurde 1810 besonders durch die Promulgation der Eidesformel für den Vorsitzenden der Ständeversammlung deutlich.
Mit der Einführung des Code Napoleon im Großherzogtum Frankfurt am 1. Januar 1811, wenn auch die Umsetzung unvollständig blieb, erweiterte sich Mulzers Aufgabenbereich durch seine Ernennung zum ordentlichen Staatsrat. Dieser Schritt symbolisierte den Höhepunkt seiner beruflichen Entwicklung unter Dalberg. Für seine herausragenden Leistungen für das Großherzogtum Frankfurt wurde Mulzer im August 1813, kurz vor dem Ende dieses Modellstaates, mit dem Großherzoglichen Verdienstorden geehrt. Nach dem Zusammenbruch der napoleonischen Herrschaft infolge der Völkerschlacht bei Leipzig, der zur Auflösung des Großherzogtums Frankfurt führte, wurde das Gebiet dem Zentralverwaltungsdepartement unterstellt. Noch in der Untergangsphase wurde Mulzer mit der Aufgabe betraut, die Verwaltungsakten zu sammeln und sie den neuen Behörden zu übergeben.

### Dienst für das Königreich Bayern
Bei seinem neuen Dienstherren war eines seiner ersten Aufgaben die Abwicklung des Departments Aschaffenburg. Die Übertragung Aschaffenburgs, wo sein ehemaliger Dienstherr im Schloss Johannisburg residierte, in die bayerische Verwaltung, geschah im Zuge der europäischen Neuordnung nach dem Wiener Kongress. Um Loyalität gegenüber Bayern und dessen „System Montgelas“ zu schaffen, wurde von Mulzer, zusammen mit anderen Funktionsträgern, die zuvor für Napoleonische Staaten gearbeitet hatten und nun in bayerischen Diensten standen, gleich zu Beginn seiner Tätigkeit im August 1814 mit dem „ZivilVerdienstorden der baierischen Krone“, auch Großkomtur des Konkordienordens genannt, ausgezeichnet, als eine Art Vorleistung für seine zukünftige Treue.
1816 vertrat er das Königreich Bayern in der Bundesversammlung in Frankfurt am Main und spielte damit eine Rolle in der deutschen Politik dieser Zeit. Im selben Jahr wurde er in den Freiherrnstand erhoben. 1817 übernahm von Mulzer die Position des Vizepräsidenten im Rezatkreis, und 1820 erhielt er die Ehrenbürgerschaft der Stadt Fürth. Sein rascher politischer Aufstieg war vermutlich nicht nur seinem diplomatischen Geschick und seinen in Wetzlar geknüpften Kontakten zu Juristenkollegen zu verdanken, sondern auch seiner außergewöhnlichen Qualifikation, Fähigkeit und Erfahrung, die in dem von den strengen und konservativen Werten des Vormärz geprägten Bayern unerlässlich waren.
Während seiner Amtszeit im Rezatkreis widmete sich von Mulzer auch seiner Leidenschaft für die Naturkunde. Er erweiterte seine Sammlung von Schmetterlingen, die bereits in Fachkreisen geschätzt wurde, zu einer umfassenden europäischen Sammlung. Seine kulturellen und naturkundlichen Interessen spiegelten sich auch in seiner maßgeblichen Beteiligung an der Errichtung des Johann-Peter-Uz-Denkmal im Hofgarten Ansbach wider, das von Carl Alexander Heideloff gefertigt wurde.
Von 1826 bis zu seinem Tod im Jahr 1831 diente von Mulzer als Generalkommissar und Präsident der Regierung im Unterdonaukreis. In dieser Rolle tat er sich durch die Förderung von Kunst und Kultur hervor und engagierte sich in der Errichtung von Bücher- und Gemäldesammlungen sowie in der Förderung von Tanzsälen und Kurbädern. Kurz vor seinem Tod regte von Mulzer die Gründung des Historischen Vereins für den Unterdonaukreis an, der heute als Historischen Verein für Niederbayern e.V. bekannt ist, und wurde dessen erster Vorsitzender. Die Gründung des Vereins geht auch auf die geschichtsbewusste politische Ausrichtung König Ludwig I. zurück.
Adam Josef August Freiherr von Mulzer verstarb am 5. Dezember 1831 im Alter von 59 Jahren an einer Lungenentzündung. Er hinterließ eine bemerkenswerte Familie, darunter seine Söhne Karl, ein bayerischer Justizminister, und Wilhelm, ein Generalmajor. Seine Ehefrau, geborene Hommer, überlebte ihn. Von Mulzer, der katholischen Glaubens war, erhielt die Sterbesakramente. Zeitgenössische Beschreibungen seiner Persönlichkeit finden sich in den Memoiren von Heinrich Ritter von Lang, der Mulzer während seiner Amtszeit im Rezatkreis kennenlernte.

## Auszeichnungen
- 15. August 1813: Verleihung des Großherzoglichen Verdienstordens.[33]
- 24. August 1814: Erhalt des Zivilverdienstordens der Bayerischen Krone.[34]
- 30. Mai 1816: Erhebung in den Freiherrnstand.[35]

## Schriften
- Kurze Darstellung der Napololeonische Zivil = Gesetzgebung in Beziehung auf die Rezeption des Code Civil Napoleon in teutschen Landen. Allgemeine Bibliothek für Staatskunst, Rechtswissenschaft und Critik. 8. Wetzlar, 1809.

## Belege
1. ↑  Münchener politische Zeitung : mit allerhöchstem Privilegium. 1831 = Jg. 32. Abgerufen am 3. Oktober 2023 (Zum Geburtsjahres und -ort gibt in der Literatur zwei unterschiedliche Angaben. Walter Schärl in "Die Zusammensetzung der bayerischen Beamtenschaft von 1806-1918" nennt 1777 und Bamberg. Dieser Artikel stützt sich auf die Angaben aus u. a. der von seinem Sohn geschaltenen Todesanzeige. Zusätzlich unterstützt der Nekrolog, der den Vater als Kurmainzer Beamten angibt, die Wahrscheinlichkeit von Mainz als Geburtsort. Das Immatrikulationsdatum 1788 (Verzeichnis der Studierenden der alten Universität Mainz, siehe entsprechende Fußnote unten) macht das Geburtsjahr 1771 plausibler.).
2. 1 2  Neuer Nekrolog der Deutschen. Voigt, 1833 (google.de [abgerufen am 3. Oktober 2023]).
3. ↑  Staatsrath v. Mulzer: Todes = Anzeige. In: Frankfurter Ober-Post-Amts-Zeitung. 1814,7/12 ; 04.12.1814. Abgerufen am 14. Januar 2024.
4. ↑  Briefentwurf gegen Verleumdungen in Zusammenhang mit Mulzer. In: Stadtarchiv Nürnberg. Stadt Nürnberg, abgerufen am 14. Januar 2024.
5. ↑  Josef Benzing und Alois Gerlich: Verzeichnis der Studierenden der alten Universität Mainz. Präsident und Senat der Johannes-Gutenberg-Universität Mainz, 1982, S. 597, abgerufen am 15. Januar 2024.
6. ↑  Während seiner Amtszeit als Regierungsrat lernte er seine spätere Ehefrau kennen, die Tochter des Reichskammergerichtsassessor Peter Melchior von Hommer. Peter Melchior von Hommer ist der Bruder des Bischofs von Trier, Joseph von Hommer. Siehe Deutsche Biographie: Hommer, Peter Melchior - Deutsche Biographie. Abgerufen am 24. Juli 2023.
7. ↑  Klaus Rob: Regierungsakten des Primatialstaates und des Großherzogtums Frankfurt 1806-1813. Oldenburg 1995, S. 4.
8. ↑  Herbert Hömig: Carl Theodor von Dalberg. Staatsmann und Kirchenfürst im Schatten Napoleons. Paderborn 2011, S. 325 ff.
9. ↑  Hans-Werner Hahn: Altständisches Bürgertum zwischen Beharrung und Wandel: Wetzlar 1689-1870. Hrsg.: Lothar Gall. Band 2. München 1991, S. 216–218, 224–228, 230–231, 238.
10. ↑  Zu den etwa 30 Studenten der Rechtschule gehörte auch Karl von Abel, dessen Vater, Jacob Adam Abel, wiederum Prokurator am bis 1806 in Wetzlar ansässigen Reichskammergericht gewesen war. Es ist insofern möglich, dass eine persönliche Verbindung unter den Juristen bestand.
11. ↑  Außerdem unterzeichnete er die Statuten der Hochschule
12. ↑  Herbert Hömig: Carl Theodor von Dalberg. Staatsmann und Kirchenfürst im Schatten Napoleons. Paderborn 2011, S. 494 ff.
13. ↑  Klaus Rob: Regierungsakten des Primatialstaates und des Großherzogtums Frankfurt 1806-1813. Oldenburg 1995, S. 24 ff.
14. ↑  Allgemeine Literaturzeitung: Rechtsangelegenheiten. In: Universität Jena. 12. August 1811, abgerufen am 14. Januar 2024.
15. ↑  Hans-Werner Hahn: Altständisches Bürgertum zwischen Beharrung und Wandel. Wetzlar 1689-1870. Hrsg.: Lothar Gall. Band 2. München 1991, S. 249.
16. ↑  'Großherzoglich frankfurtisches Regierungsblatt. 1. 1810' - Digitalisat | MDZ. Abgerufen am 16. Januar 2024.
17. ↑  Churfürstl Sächsische Zeitungsexpedition, Schwetschke: Allgemeine Literatur-Zeitung (Literarisches Zentralblatt für Deutschland) 19.03.1811. 19. März 1811, S. 616, abgerufen am 20. Januar 2024.
18. ↑  Augsburgische Ordinari Postzeitung von Staats-, gelehrten, historisch- u. ökonomischen Neuigkeiten (Augsburger Postzeitung) 10.09.1813. 10. September 1813, abgerufen am 16. Januar 2024.
19. ↑  Herbert Hömig: Carl Theodor von Dalberg. Staatsmann und Kirchenfürst im Schatten Napoleons. Paderborn 2011, S. 559.
20. ↑  Fürstentum Aschaffenburg / Großherzogtum Frankfurt – Historisches Lexikon Bayerns. Abgerufen am 23. Juli 2023.
21. ↑  Königlich-Baierisches Regierungsblatt 1815. bavarikon, 8. Februar 1815, S. 110, abgerufen am 16. Januar 2024.
22. ↑  Bayreuther Zeitung 09.11.1816. 9. November 1816, abgerufen am 3. Juli 2023.
23. ↑  Baierische National-Zeitung 10.07.1816. 10. Juli 1816, S. 1, abgerufen am 16. Januar 2024.
24. ↑  Ehrenbürger(innen) – FürthWiki. Abgerufen am 1. August 2022.
25. ↑  Hans-Michael Körner: Geschichte des Königreichs Bayern. 2006, ISBN 978-3-406-53591-8, S. 56 ff.
26. ↑  Beiträge zur Geschichte europäischer Schmetterlinge (1829) - Bayerische Staatsbibliothek. Abgerufen am 3. Oktober 2023.
27. ↑  Alte Quellen: Die zoologisch-zootomische Sammlung. Abgerufen am 3. Oktober 2023.
28. ↑  Verhandlungen des historischen Vereines in dem Unterdonaukreise. Abgerufen am 3. Oktober 2023.
29. ↑  Datei:Karl von Mulzer.jpg – Historisches Lexikon Bayerns. Abgerufen am 3. Oktober 2023.
30. ↑  Porträt, Generalmajor Wilhelm Freiherr von Mulzer in Uniform, Darstellung der militärischen Laufbahn, Deutsches Kaiserreich, 1878. - Deutsche Digitale Bibliothek. Abgerufen am 23. Juli 2023.
31. ↑  Münchener politische Zeitung (Süddeutsche Presse) 08.12.1831. 8. Dezember 1831, abgerufen am 3. Juli 2023.
32. ↑  'Memoiren des Karl Heinrich Ritters von Lang : Skizzen aus meinem Leben und Wirken, meinen Reisen und meiner Zeit ; in zwei Theilen. 2' - Digitalisat | MDZ. S. S. 17–18, abgerufen am 23. Juli 2023.
33. ↑  Moy: Augsburgische Ordinari Postzeitung von Staats-, gelehrten, historisch- u. ökonomischen Neuigkeiten (Augsburger Postzeitung) 10.09.1813. 10. September 1813, abgerufen am 16. Januar 2024.
34. ↑  Königlich-Baierisches Regierungsblatt 1815 | bavarikon. Abgerufen am 16. Januar 2024.
35. ↑  Verl d Comtoirs dieser Zeitung: Baierische National-Zeitung 10.07.1816. 10. Juli 1816, abgerufen am 16. Januar 2024.

| Personendaten    | Personendaten                              |
| ---------------- | ------------------------------------------ |
| NAME             | Mulzer, Adam Josef August von              |
| ALTERNATIVNAMEN  | Mulzer, Adam Josef August Freiherr von     |
| KURZBESCHREIBUNG | Verwaltungsbeamter und Regierungspräsident |
| GEBURTSDATUM     | 19. März 1772                              |
| GEBURTSORT       | Mainz                                      |
| STERBEDATUM      | 5. Dezember 1831                           |
| STERBEORT        | Passau                                     |